# Арикапу
Арикапу (Aricapú, Arikapú, Maxubí) - почти исчезнувший индейский язык, принадлежащий ябутийской группе языковой семьи макро-же, на котором говорит народ арикапу, проживающий на истоках реки Бранко и на притоках правого берега реки Гуапоре в штате Рондония в Бразилии. Похож на язык ябути. Многие перешли на язык тупари. Также находятся среди других этнических групп, в первую очередь, среди народа тупари.